# 瞳孔散大筋
瞳孔散大筋（どうこうさんだいきん、dilator pupillae muscles）とは、虹彩筋に含まれる虹彩を調節して瞳孔を調節する筋肉である。
放射状に走っている筋で、交感神経の支配を受け、散瞳を起こす。